# Петров, Владимир Палладиевич
Владимир Палладиевич Петров (1919 г., Ярославль — 1989) — украинский советский деятель, 1-й секретарь Горловского горкома КПУ Донецкой области, председатель Донецкого областного совета профессиональных союзов. Кандидат в члены ЦК КПУ в 1960—1966 годах.

## Биография
Работал в Ленинграде.
С 1941 года — в Красной армии. Участник Великой Отечественной войны . Служил командиром отделения связи 3-го дивизиона 84-й отдельной зенитной артиллерийской бригады противовоздушной обороны.
Член ВКП(б) с 1942 года.
Находился на партийной работе.
До 1959 года — 1-й секретарь Калининского районного комитета КПУ города Горловки Сталинской области.
В 1959—1963 годах — 1-й секретарь Горловского городского комитета КПУ Сталинской (Донецкой) области.
В 1964—1976 годах — председатель Донецкого областного совета профессиональных союзов.

## Награды
- орден Отечественной войны II степени (6.04.1985)
- орден Трудового Красного Знамени (1958)
- прочие ордена
- медали
- Почетная грамота Президиума Верховного Совета УССР (13.06.1969)